# Nathan Boxer
Nathan Boxer (* 22. Juni 1925 in Wawarsing, New York; † 3. Dezember 2009 in Rosendale, New York) war ein US-amerikanischer Tontechniker.

## Leben
Boxer begann seine Karriere 1955 als im Abspann nicht genannter Tonassistent bei Stanley Kubricks Film noir Der Tiger von New York. Ab Mitte der 1960er Jahre arbeitete er als Tontechniker und war in den 1970er und 1980er Jahren an zahlreichen Filmprojekten beteiligt, darunter Der Pate – Teil II und Cotton Club. Für Francis Ford Coppolas Thriller Der Dialog wurde er 1975 zusammen mit Art Rochester, Michael Evje und Walter Murch mit dem BAFTA Film Award in der Kategorie Bester Ton ausgezeichnet. 1980 erhielt er gemeinsam mit Walter Murch, Mark Berger und Richard Beggs den Oscar in der Kategorie Bester Ton für Francis Ford Coppolas Apocalypse Now. Hierfür war er ein weiteres Mal für den BAFTA Film Award nominiert, konnte den Preis jedoch nicht gewinnen. Er beendete seine Karriere beim Film Ende der 1980er Jahre.
Boxer war am Hamilton College als Professor für Film tätig. Er starb 2009 im Alter von 84 Jahren.

## Filmografie (Auswahl)
- 1955: Der Tiger von New York (Killer’s Kiss)
- 1969: Liebe niemals einen Fremden (The Rain People)
- 1970: Kein Lied für meinen Vater (I Never Sang for My Father)
- 1974: Der Dialog (The Conversation)
- 1974: Der Pate – Teil II (The Godfather Part II)
- 1979: Apocalypse Now
- 1982: In der Stille der Nacht (Still of the Night)
- 1984: Cotton Club (The Cotton Club)
- 1985: D.A.R.Y.L. – Der Außergewöhnliche (D.A.R.Y.L.)
- 1986: Geschenkt ist noch zu teuer (The Money Pit)
- 1987: Die Glasmenagerie (The Glass Menagerie)

## Auszeichnungen
- 1980: Oscar in der Kategorie Bester Ton für Apocalypse Now
- 1975: BAFTA Film Award in der Kategorie Bester Ton für Der Dialog
- 1980: BAFTA-Film-Award-Nominierung in der Kategorie Bester Ton für Apocalypse Now